# Demeter Szilárd
Demeter Szilárd Csaba (Székelyudvarhely, 1976. július 1. –) magyar író, politikai elemző, publicista, végzettsége szerint filozófus; 2018 decemberétől 2024 februárjáig  a Petőfi Irodalmi Múzeum (PIM), 2024. március 6-ától a Magyar Nemzeti Múzeum főigazgatója. 2020. január 1-től 2021. december 31-ig meghatározott időre a nemzeti könyvtár, a magyar könyvszakma és irodalmi közgyűjtemények integrált fejlesztéséért felelős miniszteri biztosa. Írói álneve Tempetőfi. A Longstep és a Loyal Apples' Club együttesek basszusgitárosa.

## Élete
Szentegyházi származású, 1976-ban született Székelyudvarhelyen. 1995-ben végzett a Benedek Elek Tanítóképzőben. 1994-ben az erdélyi Előretolt Helyőrség nevű íróközösségben Orbán János Dénes költővel dolgozott együtt. 1999-ben Kolozsváron a Babeș–Bolyai Tudományegyetemen (BBTE) filozófusi diplomát szerzett. A Korunk kulturális folyóirat filozófiai szerkesztőjeként kezdett dolgozni. Oktatóként létrehozta a Partiumi Keresztény Egyetem egyetemi kiadóját és felelős szerkesztője volt az egyetemi tudományos folyóiratnak. A Kellék című szakfilozófiai folyóirat szerkesztőjeként a lap szerkesztőbizottsági tagja.
Tőkés László református püspök, európai parlamenti képviselő mellett dolgozott Brüsszelben 2008–2014 között előbb mint sajtófőnök, később mint irodavezető. 2012 tavaszán a helyhatósági választáson az Erdélyi Magyar Néppárt (EMNP) kreatív kampányfőnökeként is tevékenykedett. 2014-ben Magyarországon, a budapesti Századvég Alapítvány kutató-elemzője lett.
Részt vett 2015-ben a budapesti Előretolt Helyőrség Íróakadémia alapításában. A magyarországi regionális napilapok irodalmi-kulturális mellékleteként megjelenő Előretolt Helyőrség alapító főszerkesztője, később lapigazgatóként azon dolgozott, hogy a mellékletet Kárpát-medencei méretűvé szervezze.
2018 decemberében Kásler Miklós az emberi erőforrások minisztere megbízta a Petőfi Irodalmi Múzeum ideiglenes főigazgatói tisztségének ellátásával, majd 2019. február 1-től véglegesen is kinevezték a főigazgatói posztra. Emellett 2019 augusztusában miniszteri biztosnak is kinevezték, 2019. december 31-ig. Ebben a minőségében „a magyar könyvszakma és irodalmi közgyűjtemények integrált fejlesztéséért” volt felelős. Ezt a kinevezést 2020. január 1-jétől 2021. december 31-éig meghosszabbították.
2020 nyarán „a magyar könnyűzene koordinálásáért és társadalmasításáért felelős miniszteri biztos” pozíciót is megkapta. Ezt követően a PIM, a Duna Médiaszolgáltató Zrt. és a Médiaszolgáltatás-támogató és Vagyonkezelő Alap (MTVA) közös projektet indított Petőfi Sándor születésének 200. évfordulójához kapcsolódva. A bicentenárium két évig tartott, a projekt Petőfi magyar szabadságért folytatott szenvedélyes harcának bemutatásával a fiataloknak is példát kívánt mutatni.
Csák János kulturális és innovációs miniszter 2023. december elsején – egyedüli pályázóként – ismét öt évre a PIM főigazgatójának nevezte ki.

## Személye körüli konfliktusok
A főigazgatói kinevezését követő néhány megnyilvánulása után személye – különösen a magyar kulturális élet kormányellenes részében – megütközést és egyre intenzívebb elhatárolódást váltott ki:

„Látjuk, hogy az ellenzékifüggetlenobjektív újságírók modorosabb része rászállt a legelső zenekarunkra … Ezért izennénk az illetőknek, hogy el fogjuk játszani az ujjaikon az Örömódát – kalapáccsal. Ezt úgy kell elképzelni, hogy ráütünk pl. a gyűrűsujjra, és az egyáltalán nem tisztelt zsurnaliszta kiadja a kívánt hangot, pontosabban: szolmizálva énekel. Arra kérnénk az urakat, hogy gyakoroljanak. Mert ahányszor elrontják, újrakezdjük.”

2020 elején a Térey-ösztöndíj és más ügyek kapcsán a művészeti, azon belül elsősorban az irodalmi szakma jelentős része elhatárolódott törekvéseitől.
2020 novemberében újabb nagy visszhangot kiváltó nyilatkozatokat tett, írásokat tett közzé. Saját írói képességeiről kijelentette:

„Pontosan tudom, mennyit érek. Prózaíróként az engem gyalázó írók többségénél akkor is jobb novellát írok, ha éjszaka felébresztenek, és nem adnak kávét meg cigit.”

November 28-án a magyar és a lengyel kormánynak az EU költségvetése ellen bejelentett vétójával kapcsolatban azt írta:

„Európa Soros György gázkamrája: a multikulturális nyitott társadalom kapszulájából árad a mérgező gáz, ami az európai életformára halálos, mi, európai nemzetek pedig arra vagyunk ítélve, hogy egymást eltaposva, egymásra mászva próbáljunk az utolsó korty levegőért küzdeni.
A liberárják most a lengyeleket és a magyarokat akarják kizáratni abból a politikai közösségből, aminek tagjaiként még vannak jogaink. Mi vagyunk az új zsidók. Mindegy, hogy nyitott társadalomnak, vagy jogállamiságnak, vagy szolidaritásnak hívják-e a verbális furkósbotokat – mind a jogfosztás eszközeiként szolgálnak.”

A cikk nagy vitát kavart és emiatt Demeter Szilárd 2020. november 29-én a kormánypárti Magyar Nemzet oldalán visszavonta vitatott cikkét, egyben törölte Facebook-oldalát is.
2021. március 9-én megjelent publicisztikájában úgy fogalmazott a magyar kultúra jövőjéről, hogy „nekünk most Kazinczyék intellektuális bátorságára van szükségünk. Arra a bátorságra, amikor a nyelvújítók úgy döntöttek, hogy anyanyelvükön veszik birtokba a világot”.
2021 szeptemberében azokat a művészeket kritizálta, akik szerinte politikai indíttatásból és haszonszerzésből működtek közre az Élni hívlak című ellenzéki kampánydalban. Ezzel kapcsolatban többek közt így fogalmazott:

„Van egy rossz hírem a kommunistákba oltott liberálisok utóvéd-csapata számára: nem a jobboldaltól kell tartaniuk. Ahhoz képest, amilyen szabadságban élhettek az elmúlt három kormányzati ciklus alatt, egy esetleges kormányváltást követően nekik annyi, na az lesz a pokol. Felfalják őket a saját kineveltjeik, akik ugyancsak egymásnak akarják adni az ösztöndíjakat, zsíros állásokat, miegymást.
Ezért őket fogják támadni. Mert a marxista baloldal mindig, minden időkben és mindenhol ezt csinálta. Egymást nyírják ki. És legtöbbször a feltörekvő új kommunisták nyertek.”

Később kiegészítette ezt egy „zsebnácikról” szóló írással is.
Farkasházy Tivadar éles kritikával reagált Demeter írására, aki Farkasházy írása szerint „pénzosztogató senkiként” semmit nem tett le az asztalra, ami feljogosítaná az évtizedek óta prosperáló színészek minősítésére.
2021 novemberében a Petőfi Rádió megújulása kapcsán „nemváltó őrületről” beszélt, amivel szemben a fiataloknak szánt rádióval véli a „magyar identitás megerősítését”.
Botrányt kavart a 2021. november 8-án Telex.hu-nak adott videóinterjúja is, amiben élesen kritizálta a magyar irodalmat és a magyar kulturális életet. Többek közt úgy fogalmazott, hogy „a magyar irodalom nyolcvan százalékát kukáznám”, illetve „gyűlölöm a színházat, mint olyat[…]ha színházba kell menni, az olyan, mint másnak a fogászat”. Parti Nagy Lajost név szerint úgy emlegette mint aki „irodalmi nagyságához képest szarokat ad ki mint szépirodalmi műveket”. Kritizálta még a magyar filmeket és a hazai könnyűzenét is, ahol szintén használt trágár kifejezéseket. Demeter később igyekezett megmagyarázni nyilatkozatát, „össze-vissza vágással” vádolva a Telexet, ettől függetlenül több író és a kulturális élet más szereplői is felháborodtak Demeter szavain, kiemelve, hogy „nem irányíthatja a magyar kultúrát olyan ember, aki vállaltan lenézi azt”, de Fürjes Balázs fideszes politikus is kritizálta nyilatkozatát. Demeter később egy tévéműsorban tovább magyarázta nyilatkozatát, itt arról beszélt, hogy szerinte „tabudöntögetésre” van szükség, mert a magyar irodalom 80%-ának süllyesztőbe kerülése már megtörtént, ebben legalábbis „őt senki nem cáfolta meg”. Szerinte a soha nem látott méretű források rendelkezésre állása az irodalom és a kultúra fejlesztésére indokolja a „teljesítmény felmutatását”. Mint mondta: „saját történeteinket kell megírni, nem a nyugaton tomboló rabszolgatartó múlt miatti lelkiismeretfurdalásból fakadó történeteket.” Egy napra rá mégis árnyaltabban fogalmazott egy másik nyilatkozatában, amiben elismeri, lehet hogy nincs igaza, de ő az élvonalbeli irodalom elérésében érdekelt, és vitát kezdeményez. Önmagától is elhatárolódik, amennyiben „az ő ízlésítélete nem befolyásolhatja azt, hogy a kortárs magyar irodalom és könyvkultúra terén kik részesüljenek támogatásban”. Állította azt is, hogy nincs befolyása a támogatások odaítélésében.
2021. december 21-én a Hetek nevű médiumnak interjút adva nagyrészt megismételte korábbi nyilatkozatát – amit szerinte szelektíven idéznek –, eszerint a „középszert” támogatják, és bár ő alapvetően „nem venné el a pénzt az éhenkórász költőinktől, íróinktól”, rájuk fér a támogatás, de ő versenyt teremtene köztük. Olyan modellt szeretne kialakítani, amiben mindenki kap egy alapösztöndíjat, és akinek műveit egy „független zsűri” minőséginek tartja, az nagyobb összeget kap, mindezt „teljesítménybérezéses alapon”. Kitért rá, hogy számára „a kolbász, csülök, szalonna szentháromságon túl nem létezik gasztronómia”, valamint hogy a jövő évi országgyűlési választás tétje, hogy a szólás-, vélemény- és alkotásszabadságnak az „utolsó védvára” a Fidesz, mert szerinte, ha a „szélsőbalos őrület” teret kap, akár az olyan kifejezéseket is eltörölhetik akár visszamenőleg, mint a cigány szó.

## Művei
- Tempetőfi naplója (Erdélyi Híradó–Előretolt Helyőrség, Kolozsvár, 2001) Előretolt helyőrség könyvek ISBN 973-8045-27-4,[38] (a katalógusokban formailag hibás ISBN-nel szerepel) ISBN 937-8045-27-4
- Mondolat (Erdélyi Híradó, Kolozsvár, 2004)
- Egérfelügyelő. Novellák (Concord Media, Arad, 2005) ISBN 9738710081
- Lüdércnyomás. Kisregény (Erdélyi Híradó, Kolozsvár, 2010) ISBN 9789639605909
- Kéket kékért (Irodalmi Jelen Könyvek, Budapest, 2017) ISBN 9789631285574
- Hármasoltár (Kárpát-medencei Tehetséggondozó Nonprofit, Budapest, 2018) ISBN 9786155814129
- Hazaszótár. A Duna Televízió 30. születésnapjára; Nomád Nemzedék Kft., Üröm, 2022
- Demeter Szilárd–Szőcs Géza–Szentmártoni János: Társalgókönyv. A magyar irodalompolitika tíz éve, 2010–2020; összeáll. Urbán Péter; Aegis Kultúráért és Művészetért Alapítvány, Székesfehérvár, 2022
- A valahol szabadsága. Rendhagyó hazaszótár; KKETTK Alapítvány, Bp., 2023 (21)

### Antológia
- Nagy Koppány Zsolt (szerk.): Enumeráció (Kárpát-medencei Tehetséggondozó Nonprofit, Budapest, 2016) ISBN 9786158063302

### Egyéb írásai
- Írta Tempetőfi: Románia 25 évvel később: köpni kell, mandiner.blog.hu
- Írta Tempetőfi: Ich bin ein Siebenbürger, mandiner.blog.hu
- Írta Tempetőfi: Üzenet december 5-én – ide is, oda is, mandiner.blog.hu